# 中黒 (意匠)
中黒（なかぐろ、旧字体：中黑）は、特に幕末から明治時代初期にかけて政府が盛んに使用した意匠である。日本を象徴する意匠として、日の丸と肩を並べた。この意匠は、徳川氏の先祖とされる新田氏の家紋、「新田一つ引」が基ととなっている。

中黒は、江戸幕府の船舶や幕府海軍の艦船が旗（幟や細旗）や帆、船体に描いた。中でも白地中黒の旗は、大政奉還後の戊辰戦争終結まで使用された。

## 中黒の帆

### 嘉永7年3月の制令案
日本の開国以前、日本船は日本国籍を示す必要がなく、日本船には所有者による独自の船印が掲げられていた。

1854年3月31日（嘉永7年3月3日）に日米和親条約が署名されると、以前に代わって日本船を外国船と区別するための標識が必要になった。もともと、日の丸は幕府船の標識であったこともあり、その意見から幕府は1854年6月29日（安政元年6月5日）、阿部正弘の名で次のように布令を出した。
大艦製造に付ては異國船に不紛樣御國總船印は白紺布交之吹貫帆中柱へ相建帆は白地中黑に致し候樣被仰出候右之外浦々心得之ため公儀軍艦船は旭之丸幟を相立候筈に付諸家に於ても在來之印を用候樣可被致尤常體之船は帆印等相改候に不及候且又大船出來之上は平常廻米其外運送に相用候儀勝手次第に候得共海上に於ゐて異國之船に親み候儀等前々御法度之趣は彌嚴重に相守り候樣乘組之家來末々迄急度可被申付候
—御触案
日本船共通の旗
- 御国総船印「白紺布交之吹貫」

日本船共通の帆
- 白地中黒

幕府船（公儀御船）専用の旗
- 旭之丸幟

### 嘉永7年9月の「中黒の帆」制定
しかし、徳川斉昭は「日本という国号をそのままに表した日の丸こそが総船印に適当であるのに、源氏（新田氏）の家紋を日本の総船印にするのは、本末転倒である。幕府船の標識は朱団子か中黒かにすれば良い」と反対し、同年9月3日（旧暦7月11日）の幕府御書で次のように改定された。
大船製造は付は異國船に不紛樣日本總船印は白地日之丸幟相用ひ候樣被仰出候且又公儀御船之儀は白紺布交之吹貫帆中柱相建帆之儀は白地中黑被仰付候條諸家におゐても白帆は不相用遠方にも見分り候帆印銘々勝手次第に相用可申尤帆印幷其家々船印をも兼書出置候樣可被致候
右大船之儀平常廻米其外運送に用候儀勝手次第に候得共出來之上は乘組人數幷海路乘筋運漕方等猶取調可被相伺候
右之通可被相觸候
—安政元寅年七月九日　船印之儀ニ付御觸書　伊勢守殿御渡
日本船共通の旗
- 日本総船印「白地日之丸幟」

幕府船（公儀御船）専用の帆
- 白地中黒

幕府船（公儀御船）専用の旗
- 白紺布交之吹貫

この際、諸家が白帆を使用することも禁止された。こうして、中黒は「日本船共通の帆」から「幕府船専用の帆」へと改められ、同時に日の丸が国旗として定着していった。

## 中黒の旗
1859年2月22日（安政6年1月20日）、日本船の掲揚法はつぎのように改定された。
大艦御國總標日の丸の旗相立公儀にては中帆へ白紺吹貫引揚帆は中黑を用候積先年相達置候處向後御國總印は白地に日の丸の旗艫綱へ引揚帆は白布相用候公儀御軍艦は中黑の細旗中帆へ引揚候閒諸家に於ても大艦出來次第家々の船印公儀軍艦印に不紛樣取調雛形を以て可被相伺候
—大艦ノ旗標ヲ定ム
日本船共通の旗
- 御国総印「白地に日の丸の旗」

日本船共通の帆
- 白地

幕府海軍艦船（公儀軍艦）専用の旗
- 公儀軍艦印「中黒の細旗」

この際、諸家の艦船が完成し次第その船印や帆印が公儀軍艦印に似ていないかを調査し、事前に幕府に届け出ることも定められた。

### 白地中黒之旗
1863年9月18日（文久3年8月6日）には「文久三亥年八月六日周防守下附」により、次のように定められた。
御軍艦之儀者

御國印白地日之丸之外白地中黑之旗常ニ大檣上𛀁引上置候閒此段向〻𛀁可被相觸候
　八月
—文久三亥年八月六日周防守下附 大目付御目付𛀁
日本船共通の旗
- 御国印「白地日之丸」

幕府海軍艦船（公儀軍艦）専用の旗
- 白地中黒之旗（メインマストに常に掲揚する）

## ギャラリー

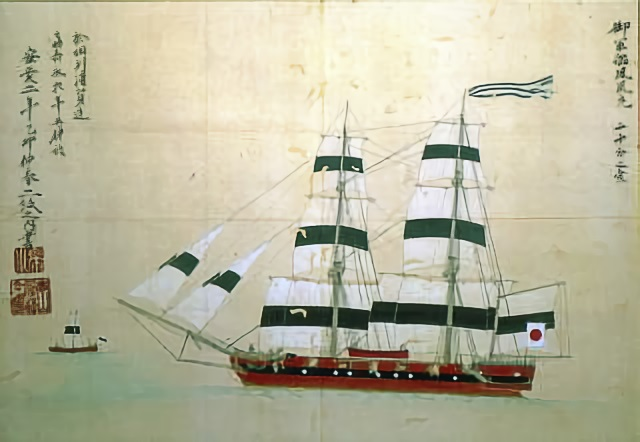
日本の標識として、船体や帆に中黒を描き御国総標を掲げる鳳凰丸（1855年）
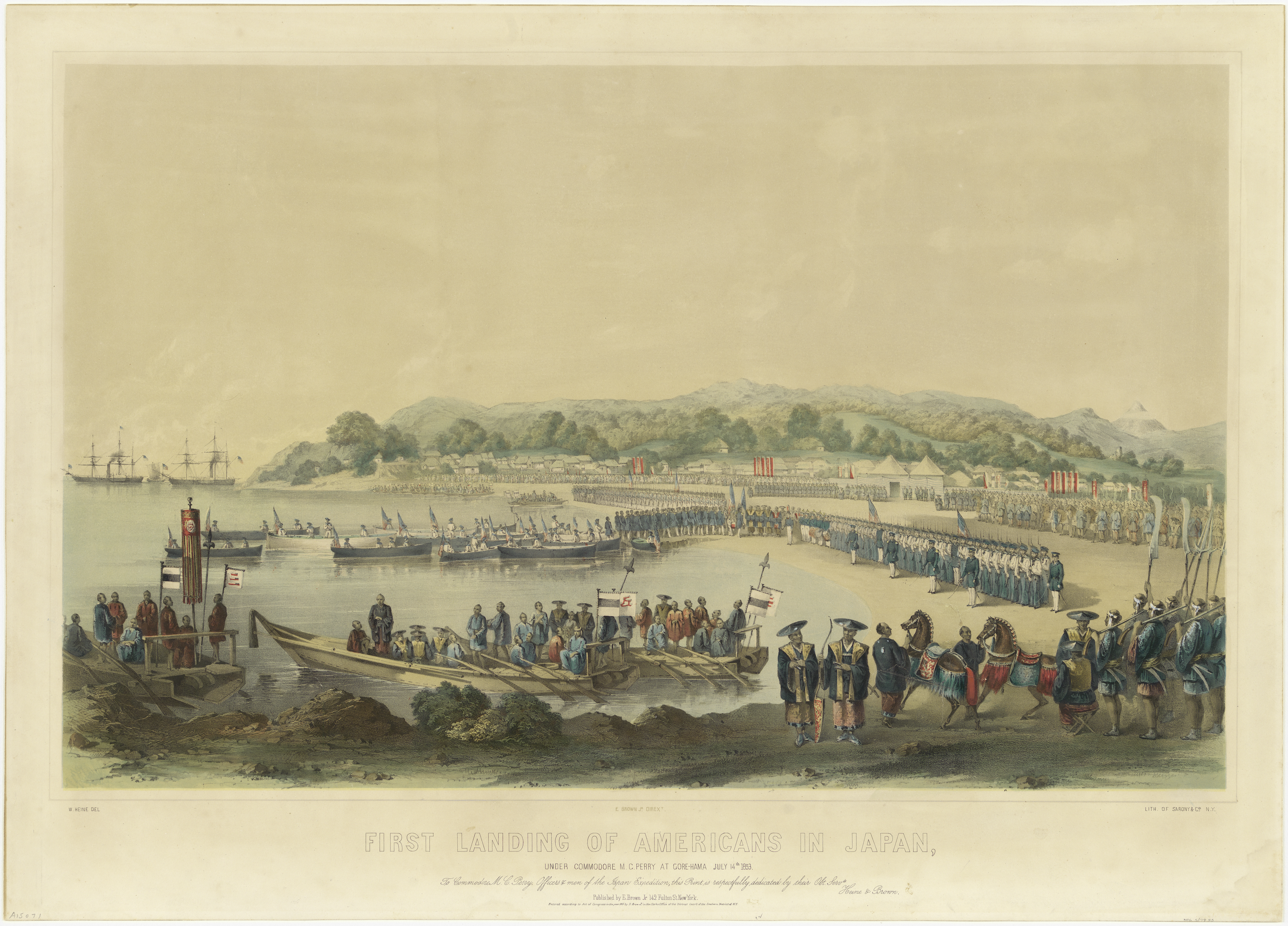
中黒の旗を掲げる、ペリーの久里浜上陸を見守る艀（1855年）
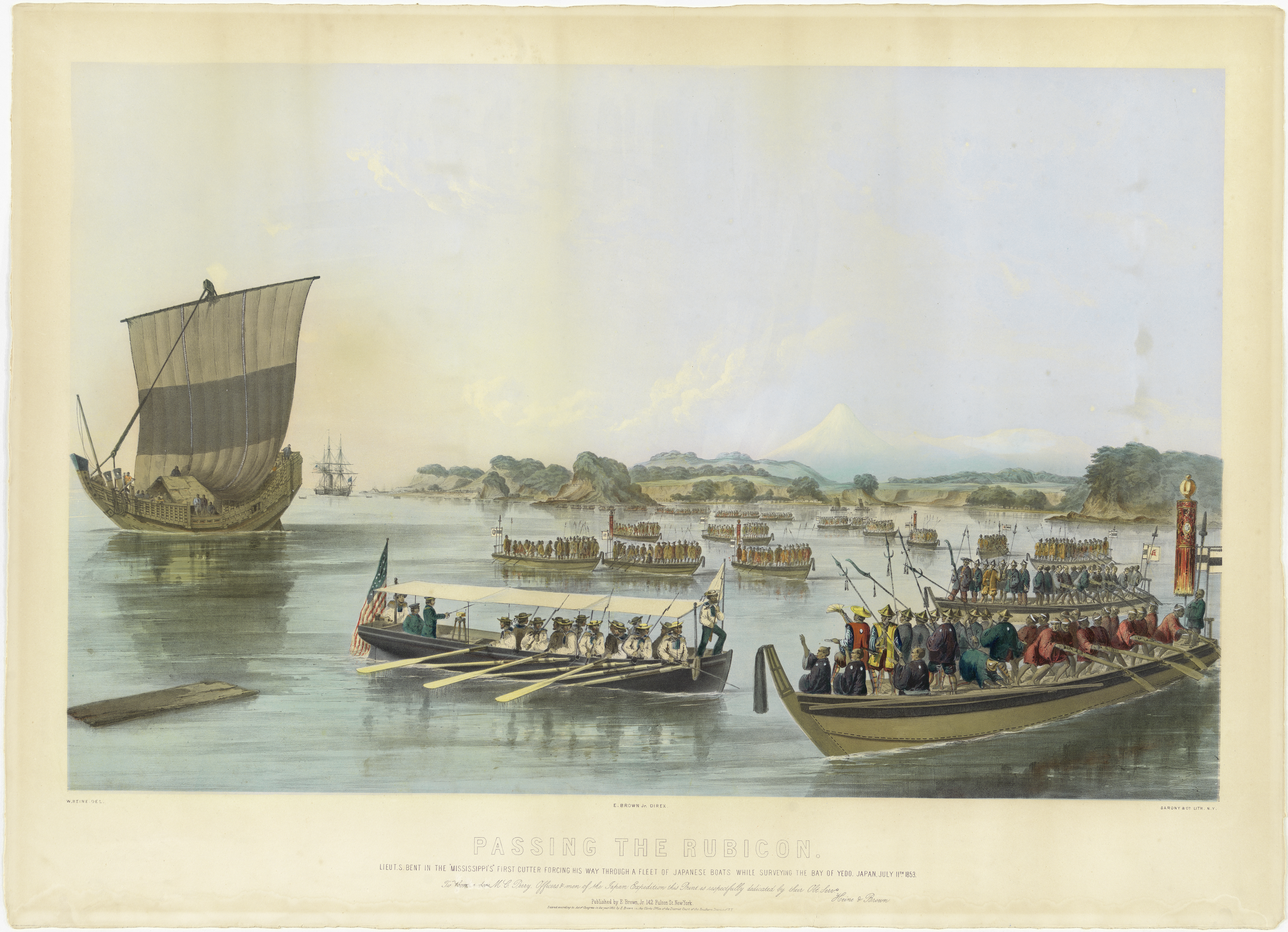
中黒の旗を掲げる、ミシシッピ号艦長らを監視する艀（1855年）
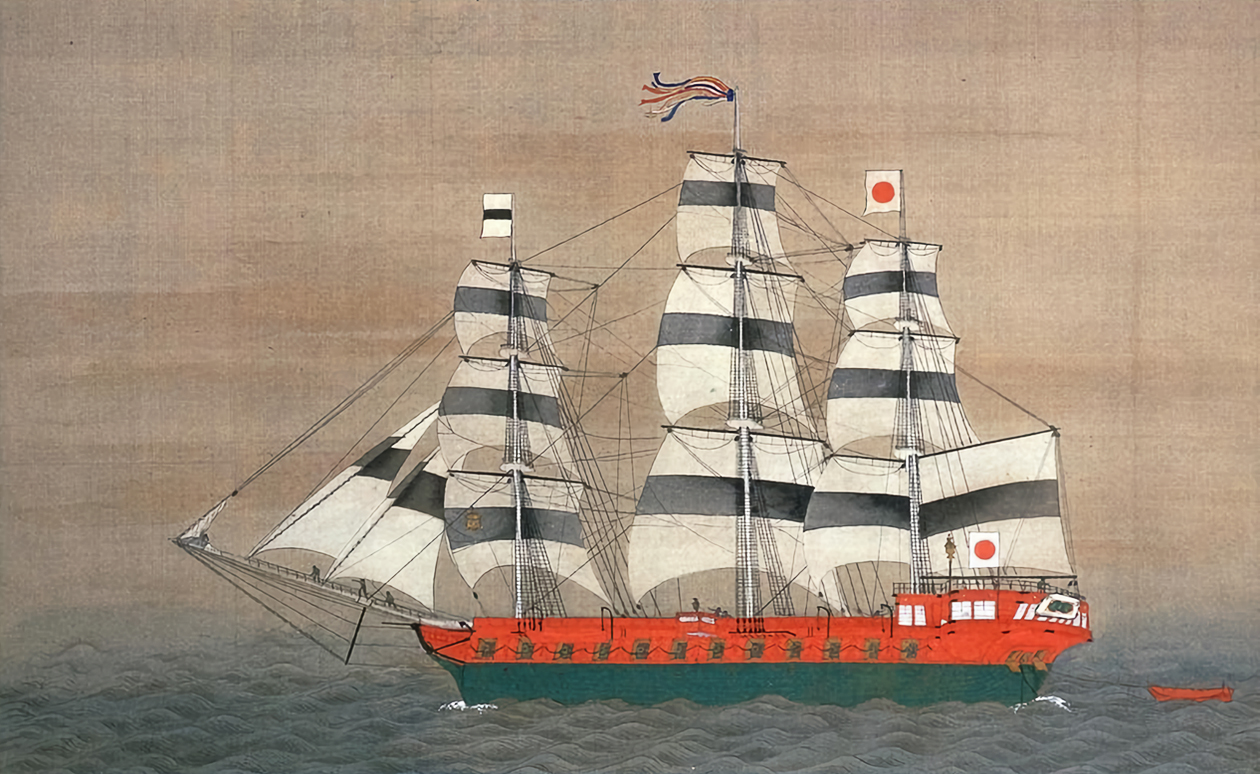
中黒の旗と日本総船印を掲げ帆を中黒に染めた旭日丸（1856年頃）
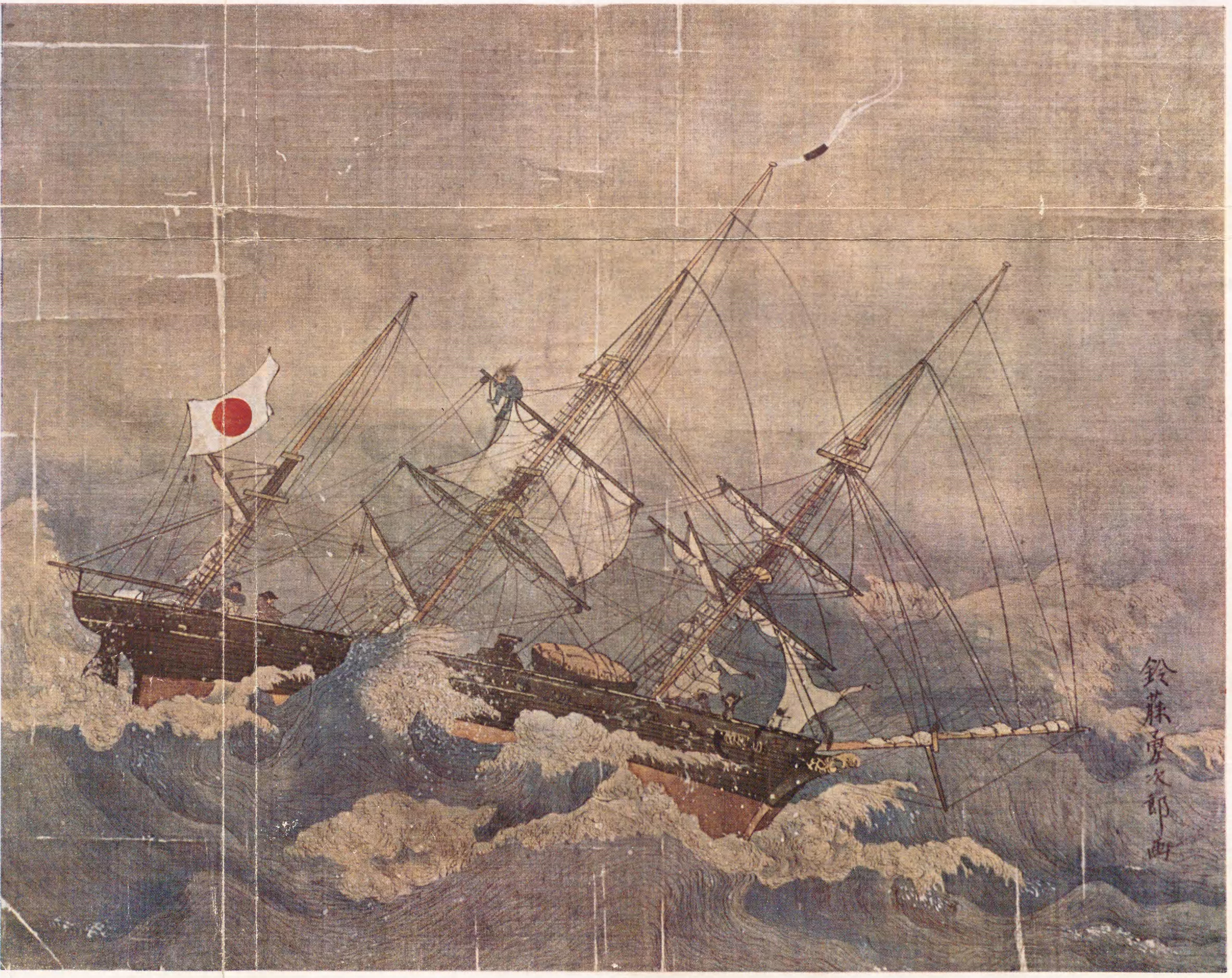
中黒の細旗と御国総印を掲げる咸臨丸（1860年頃）
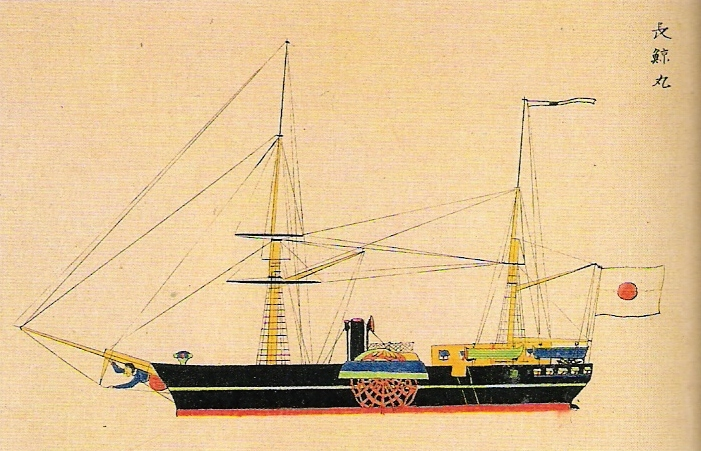
中黒の細旗と御国印を掲げる長鯨丸（1868年）
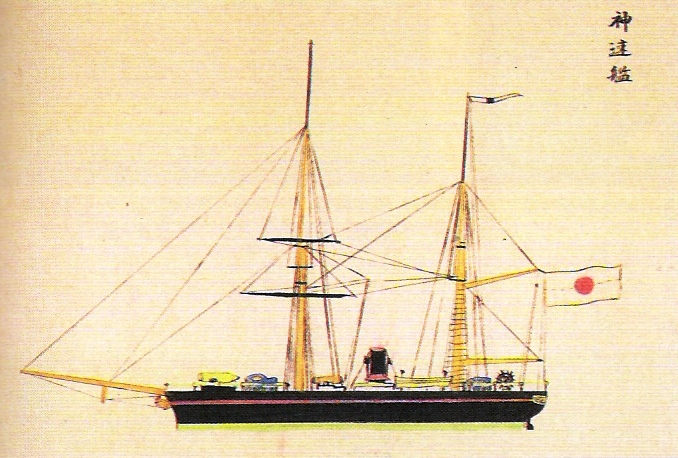
中黒の細旗と御国印を掲げる神速丸（1868年）
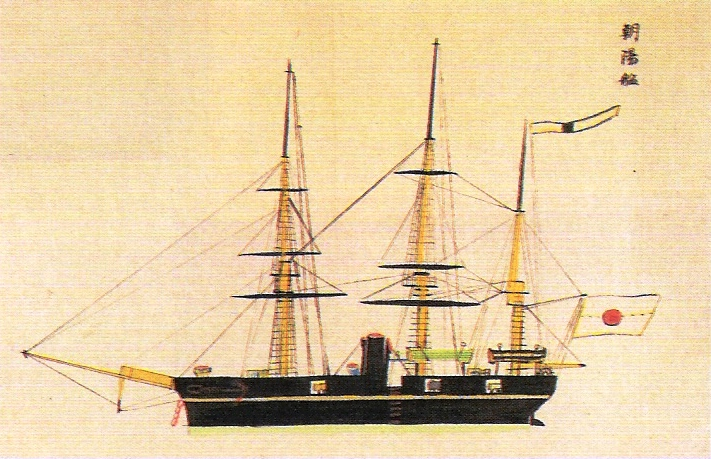
中黒の細旗と御国印を掲げる朝陽丸（1869年頃）

## 明治時代以降
戊辰戦争では、旧幕府海軍が中黒の旗を襲用していた。戊辰戦争終結後、明治政府は日の丸たる御国印を御国旗として継承した一方で、中黒を政府旗や軍艦旗として制定することはなかった。しかし、その意匠を取り入れた旗を商船旗たる「日本商船記」として、御国旗と同じ「郵船商船規則」で定めた。これは、縦6尺、横8尺（3:4）の白地中黒の中心に直径4尺の日章を配したもので、御国旗と同様の取り扱いを受けるように規定されていた。規格による各要素の名称には「上白」「中黒」「下白」とあり、幕府の「中黒」の意匠が基であることが伺える。
しかし「商船の所有者が商船旗を自己調達しない」、「各々が海運会社の社旗を掲揚し始めた」、「マストが2桁以下の船舶は商船旗を掲げられない」などの問題が発生し、欧米の商船旗の仕様にもならい、1875年には廃止された。